# ルパンの消息
『ルパンの消息』（ルパンのしょうそく）は、日本の小説家・推理作家である横山秀夫のデビュー作である。横山はこの作品で1991年の第9回サントリーミステリー大賞の佳作に入選するが、刊行に至ったのは、2005年5月25日に光文社カッパ・ノベルスより改稿作業を経てだった。2008年9月21日にWOWOWのドラマWで映像化され放送された。

## 内容
1990年（平成2年）12月。忘年会に出席していた某警察署の署長、後閑耕造（ごかん こうぞう）のもとにある知らせが届く。それは15年前に起きた高校女性教師自殺事案について、ある人物の密告（タレコミ）により殺人である可能性が浮上したので至急署に来るようにとの呼び出しだった。
一方、喜多芳夫は突然警察官に署に来いと命じられ、反抗するも強制的に連れて行かれる。取調室で問われたのは昔、悪仲間三人で企てた「ルパン作戦」なる期末テストを奪う作戦についてだった。

## 登場人物
喜多芳夫（きた よしお）反抗するも娘、妻の前で警官に警察署に連行される。
橘宗一（たちばな そういち）高校時代、喜多芳夫、竜見譲二郎らと悪仲間だった。1990年（平成2年）、警察による取調べのため探し出されるが見つけられたときの姿は公園で寝そべっているホームレスだった。
竜見譲二郎（たつみ じょうじろう）
嶺舞子（みね まいこ）

## 映像化作品
WOWOWのオリジナルドラマ製作プロジェクト・ドラマWの作品として製作され2008年9月21日に放送された。主演は上川隆也で監督は水谷俊之（田辺満と共に脚本も担当する）。横山の別の著作『震度0』も同じ主演・監督で2007年に映像化されている。

### 出演者
- 溝呂木義人：上川隆也
- 喜多芳夫：岡田義徳
- 秋間幸子：佐藤めぐみ
- 竜見譲二郎：新井浩文
- 橘 宗一：柏原収史
- 嶺 舞子：街田しおん
- 大友 稔：吹越満
- 喜多和代：宮地真緒
- 三ツ寺治：俵木藤汰
- 寺尾 貢：津田寛治
- 内海一矢：遠藤憲一
- 日高鮎美：羽田美智子
- 藤原 巌：長塚京三
- 曲輪幸治：正名僕蔵
- 德丸三雄：塩見三省
- 谷川勇治：中村靖日

### スタッフ
- 原作：横山秀夫
- 監督：水谷俊之
- 脚本：田辺満、水谷俊之
- プロデューサー：青木泰憲